# Dżamil Usman
Dżamil Usman (arab. جميل عثمان) – egipski piłkarz, występujący na pozycji pomocnika. Uczestnik Igrzysk Olimpijskich 1920 i 1924.
Zawodnik wystąpił w obydwu spotkaniach, jakie reprezentacja Egiptu rozegrała podczas igrzysk w 1920 roku. Obecny był również w kadrze Egiptu na igrzyskach w 1924 roku, jednak nie wystąpił w żadnym meczu. Bratem Dżamila Usmana był Zaki Usman, który również wystąpił w reprezentacji Egiptu na igrzyskach w 1920 roku.